# NGC 113
NGC 113 је елиптична галаксија у сазвежђу Кит која се налази на NGC листи објеката дубоког неба.
Деклинација објекта је - 2° 30' 2" а ректасцензија 0h 26m 54,7s. Привидна величина (магнитуда) објекта NGC 113 износи 13,1 а фотографска магнитуда 14,1. NGC 113 је још познат и под ознакама MCG -1-2-16, PGC 1656.